# 佐賀県道224号鍋島停車場線
佐賀県道224号鍋島停車場線（さがけんどう224ごう なべしまていしゃじょうせん）は、佐賀県佐賀市を通る一般県道である。

## 概要
佐賀市鍋島町大字八戸溝から佐賀市嘉瀬町大字扇町に至る。

### 路線データ
- 起点：佐賀県佐賀市鍋島町大字八戸溝（JR九州長崎本線 鍋島駅前、佐賀県道248号鍋島停車場東山田線起点）
- 終点：佐賀県佐賀市嘉瀬町大字扇町（扇町交差点、国道207号交点）

## 路線状況

### 重複区間
- 佐賀県道248号鍋島停車場東山田線（佐賀市鍋島町大字八戸溝（起点） - 佐賀市鍋島町大字八戸溝・江頭交差点）
- 佐賀県道267号松尾佐賀停車場線（佐賀市鍋島町大字八戸溝 - 佐賀市鍋島町大字八戸溝・江頭交差点）

### 道路施設

#### 橋梁
- 藤町橋（佐賀市）
- 築地橋（佐賀市）

## 地理

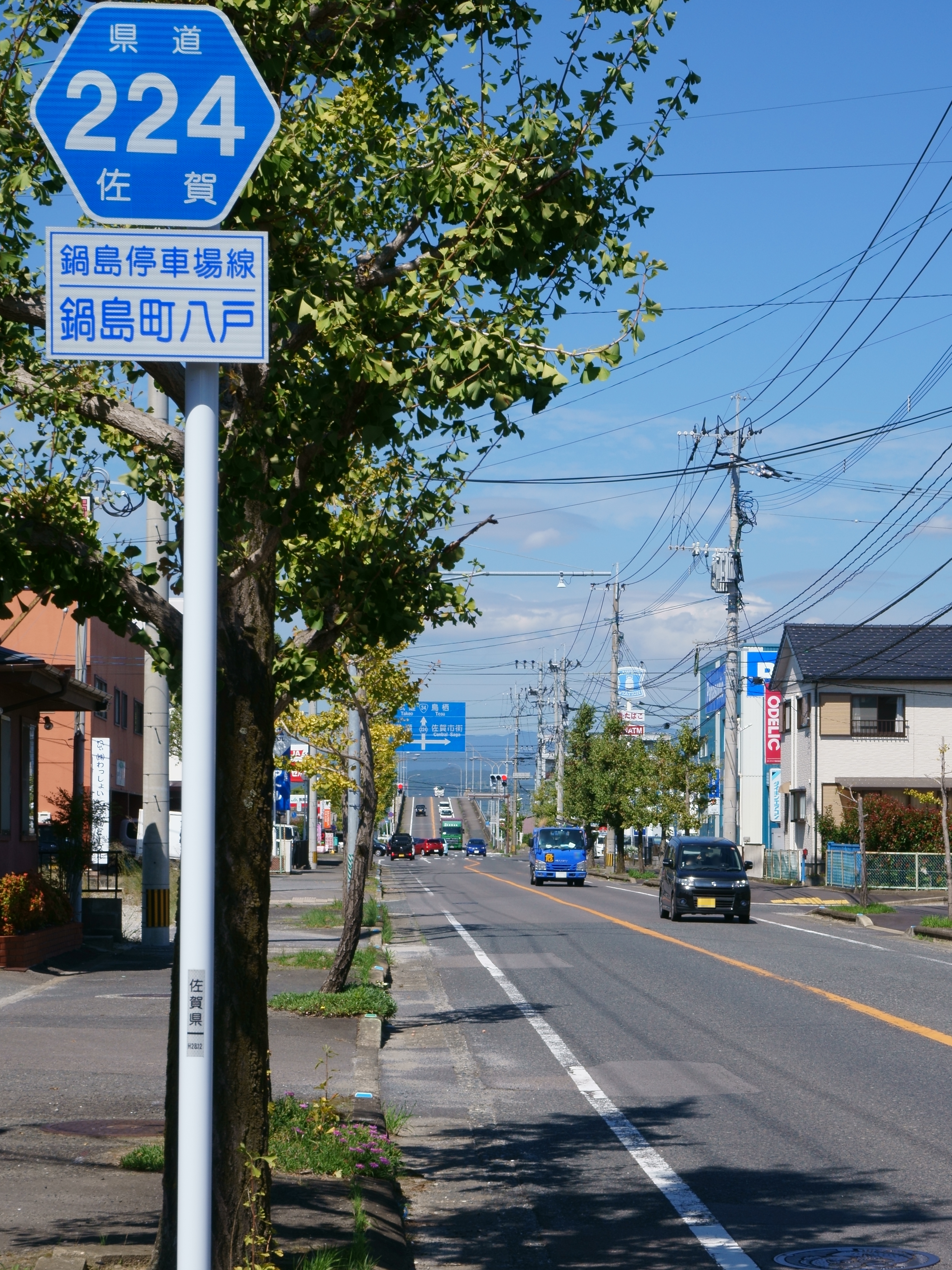
鍋島町八戸から見た高架橋方面

### 通過する自治体
- 佐賀市

### 交差する道路
| 交差する道路                                                                            | 交差する場所     | 交差する場所      |
| --------------------------------------------------------------------------------------- | ---------------- | ----------------- |
| 佐賀県道248号鍋島停車場東山田線 重複区間起点                                            | 鍋島町大字八戸溝 | 起点              |
| 佐賀県道267号松尾佐賀停車場線 重複区間起点                                              | 鍋島町大字八戸溝 |                   |
| 佐賀県道248号鍋島停車場東山田線 重複区間終点 佐賀県道267号松尾佐賀停車場線 重複区間終点 | 鍋島町大字八戸溝 | 江頭交差点        |
| 国道207号                                                                               | 嘉瀬町大字扇町   | 扇町交差点 / 終点 |

### 交差する鉄道
- 長崎本線

### 沿線
- JR九州長崎本線 鍋島駅
- 鍋島郵便局
- 佐賀県立ろう学校
- 佐賀県医療センター好生館（終点付近）